# デイヴィッド・オグルヴィ
デイヴィッド・マッケンジー・オグルヴィ（David Mackenzie Ogilvy、1911年6月23日 - 1999年7月21日）は、イギリスの広告会社WPPの幹部にして社長だった人物である。一般的には「広告の父」と呼ばれる。
1962年の『タイム』より、「広告産業において、最も信頼される人物の一人」と称された。

## バイオグラフィー

### 生い立ち
1911年6月23日に、イングランド・サリー州西ホースリーにて、スコットランド人の父フランシス＝ジョン・ロングリー・オグルヴィと、アイルランド人の母ドロシー・ブロウ・フェアフィールドの子として生まれる。父フランシス＝ジョンはゲール語の古典学者と金融ブローカーを営んでいたが、父の仕事はうまくいっておらず、毎日のように困窮に喘いでいたという。聖シプリアーノ学校やエディンバラのフェッテ大学などで、奨学金を受けつつ学校に通う日々を送ると共に、1929年にオックスフォード大学を苦学して卒業する。
1929年の世界恐慌に遭い、思うような職につけず、1931年にオックスフォードを出てパリに移ると共に、マジェスティック・ホテルのシェフとなる。数年後にスコットランドへと戻り、スウェーデン人発明家のニルス・グスタフ・ダレーンが開発した「AGA調理器」のセールスマンになると共に、このAGA調理器用の詳細な説明書を書いたことで、販売会社の社長から一目置かれると共に、この詳細に書かれたマニュアルを見たデイヴィッドの兄フランシス・オグルヴィが、彼に白羽の矢を立てると共に、ロンドンの広告代理店メイザー&クラウザーのアカウント・エグゼクティブの職を得る。

### 就職後
広告代理店に就職して数か月、オグルヴィはアカウントの全く新しいやり方をとった。オグルヴィの仕事場であるロンドンのオフィスより、500ドル分の葉書を書き、電話帳で見つけた顧客に向けて「招待状」と称した葉書を送るというやり方をとると、これが功を奏し、彼のオフィスにはアカウントが押し寄せることになることとなる。
これをオグルヴィ自身は「直接的な広告」と称し、以後のクリエイティブのベースとすることになる。

### 渡米
1938年、オグルヴィは広告のコミュニケーション性の追求を目的として、ギャラップ調査の創始者として有名なジョージ・ギャラップが設立した「アメリカ世論研究所」へと出向する。オグルヴィはギャラップを、自身のコミュニケーションにおける大きな影響の一つとして挙げると共に、非常に注意深い研究方法として、あくまでも現実に根ざすことを自身のコミュニケーション性のベースとすることになる。
第二次世界大戦の間に、オグルヴィはワシントンD.C.のイギリス大使館にてイギリス情報部で働くと共に、そこで外交と保安の問題に関して推薦を分析する仕事に就く。オグルヴィとメイザーによって書かれた伝記によると、“「ギャラップ・テクニックを秘密知性のフィールドに活用する」”ことを示唆したレポートで、アイゼンハワーのPsychological Warfare Boardは消費者主義から国家主義まで人間行動についてのレポートを得て、戦争の最後の年の間にヨーロッパで働くため、オグルヴィの提案について説明することになる。
戦後、オグルヴィはペンシルベニア州ランカスター郡で農場を買って、アーミッシュの間で生活するが、結局は彼は農民としての限界を認めて、マンハッタンへと引っ越すことになる。

### オグルヴィ&メイザー社設立
マンハッタンへの移住後、1948年にオグルヴィは後で別のロンドン代理店を買収した兄フランシスによって運営されているロンドンの代理店の裏で彼自身の広告代理店を運営していたS.H.ベンソンを買収し、オグルヴィ&ベンソン&メイザーを設立する。
1951年にアイパッチをしたロシア人貴族ジョージ・ランゲル男爵を起用したC.F.ハサウェイのシャツの広告を皮切りに、エドワード・ホワイトヘッド司令官を起用したシュウェップスのキャンペーンや、またロールス・ロイスの”At 60 miles an hour the loudest noise in this new Rolls-Royce comes from the electric clock.”（時速60マイルで走るロールス・ロイスの中で一番大きく響くのは電気時計だけです）といったキャンペーン広告が話題を呼ぶと共に、この他にも同社の有名なキャンペーンの1つとして、ユニリーバの石鹸、ダヴの”Only Dove is one-quarter moisturizing cream.”（数ある石鹸の中でダヴだけが、4分の1の潤いを与えているクリームです）で、これにより、ダヴがアメリカの市場でベストセラーとなることになった。
オグルヴィは「新しいクライアントを得る最高の方法が、彼の既存のクライアントのために顕著な仕事をすることである」と考えており、 彼の早めのキャンペーンにおける成功は、オグルヴィが他の大きなクライアント（例えばロールスロイスとシェル）を得るのを助けると共に、新しいクライアントは後に続くと共に、オグルヴィの企業は速く成長することになる。
1973年に、オグルヴィはオグルヴィ&メイザー社の社長を退いて、フランス・トゥフォーへと移る。 オ&メ社のヘッドとしての日々の活動にもはや関与しない間も、彼は様々な企業と接触していた。同地の郵便局では、高位の地位と郵便局長の給料で分類し直されたほど、劇的に彼の通信量はボンヌの近くの町で取り扱われるメール量を増やしたという逸話がある。

### その後
オグルヴィは1967年には大英帝国勲章のCBEを授与されると共に、1968年の黒人学校基金連合の議長と、1975年の世界野生生物基金の会議相談役の評議員に任命される。また1979年にはアメリカで広告業界の「ホール・オブ・フェイム」の1人に選出されている。
1999年7月21日にフランス・ボンヌの自宅にて88歳で死去した。その偉業はレイモンド・ルビカム、レオ・バーネット、ウィリアム・バーンバック、ロッサー・リーブスと共に、広告業界を代表する最も有名な一人として、その業界に大きな足跡を残している。